# TELO2
TELO2‏ (Telomere maintenance 2) هوَ بروتين يُشَفر بواسطة جين TELO2 في الإنسان.